# Żabiczyn (województwo mazowieckie)
Żabiczyn – wieś sołecka w Polsce położona w województwie mazowieckim, w powiecie nowodworskim, w gminie Nasielsk.
Wieś szlachecka Żabiczyno położona była w drugiej połowie XVI wieku w ziemi zakroczymskiej. W latach 1975–1998 miejscowość należała administracyjnie do województwa ciechanowskiego.